# Воллебе, Андре
Андре́ Ге́рхард Во́ллебе (нем. André Gerhard Wohllebe; 9 января 1962, Берлин — 29 декабря 2014, там же) — немецкий гребец-байдарочник, выступал за сборную Германии в начале 1980-х — середине 1990-х годов. Чемпион летних Олимпийских игр в Барселоне, обладатель двух бронзовых олимпийских медалей, восьмикратный чемпион мира, многократный победитель и призёр первенств национального значения.

## Биография
Родился в Берлине, в той части города, которая относилась к Восточной Германии. Активно заниматься греблей на байдарке начал в раннем детстве, проходил подготовку в местном спортивном клубе «Берлин-Грюнау».
Первого серьёзного успеха на взрослом международном уровне добился в сезоне 1981 года, когда попал в основной состав национальной сборной ГДР и побывал на чемпионате мира в английском Ноттингеме, откуда привёз награду бронзового достоинства, выигранную зачёте четырёхместных экипажей на дистанции 1000 метров. Два года спустя на мировом первенстве в финском Тампере вместе со своим напарником Франком Фишером завоевал в двойках две золотые медали: на пятистах метрах и на тысяче. Рассматривался как кандидат для участия в летних Олимпийских играх 1984 года в Лос-Анджелесе, однако страны социалистического лагеря по политическим причинам бойкотировали эти соревнования, и вместо этого он выступил на альтернативном турнире «Дружба-84».
В 1985 году на чемпионате мира в бельгийском Мехелене Воллебе добыл золото в программе четвёрок на пятистах метрах. В следующем сезоне на аналогичных соревнованиях в Монреале защитил чемпионское звание в четвёрках на полукилометровой дистанции и стал чемпионом в двойках на километре, уступив лидерство экипажу из Румынии. Благодаря череде удачных выступлений удостоился права защищать честь страны на Олимпийских играх 1988 года в Сеуле — выиграл бронзовые медали на тысяче метрах в одиночных байдарках и четвёрках, в первом случае проиграл в финале американцу Грегу Бартону и австралийцу Гранту Дэвису, тогда как во втором пропустил вперёд спортсменов из Венгрии и СССР. Также участвовал в программе двоек в пятисотметровой дисциплине, сумел выйти в финальную стадию турнира, но в решающем заезде показал только седьмой результат.
На чемпионате мира 1989 года в болгарском Пловдиве Воллебе получил бронзу в зачёте четырёхместных байдарок на дистанции 1000 метров. Затем в следующем сезоне на мировом первенстве в польской Познани повторил это достижение и дополнительно выиграл серебро в четвёрках на пятистах метрах.
В 1991 году на чемпионате мира в Париже в составе экипажа, куда также вошли гребцы Томас Райнек, Детлеф Хофман и Оливер Кегель, Воллебе завоевал сразу три медали во всех трёх дисциплинах байдарок-четвёрок, в том числе две золотые на пятистах и десяти тысячах метров, и серебряную на километре (в финале уступил команде Венгрии). Будучи одним из лидеров сборной объединённой Германии, успешно прошёл квалификацию на Олимпийские игры 1992 года в Барселоне, где на сей раз обогнал в километровой дисциплине четвёрок всех своих соперников и выиграл золотую олимпийскую медаль, при этом в его команде помимо Райнека и Воллебе состоял Марио фон Аппен.
Став олимпийским чемпионом, Андре Воллебе ещё в течение нескольких лет оставался в основном составе национальной сборной и продолжал принимать участие в крупнейших международных регатах. Так, в 1993 году он выступил на чемпионате мира в Копенгагене и вновь выиграл медали во всех трёх дисциплинах четырёхместных байдарок, добавил в послужной список серебро пятисотметровой дистанции, золото на километре и на десяти километрах, став таким образом восьмикратным чемпионом мира. В 1994 и 1995 годах на первенстве мира в Мехико и на домашнем чемпионате мира в Дуйсбурге получил бронзовые медали в четвёрках на 1000 м и на 200 м соответственно. Вскоре после этих соревнований принял решение завершить карьеру профессионального спортсмена, уступив место в сборной молодым немецким гребцам. За выдающиеся спортивные достижения трижды награждался орденами «За заслуги перед Отечеством» (1984, 1986, 1988).
Покинув большой спорт, в 1996 занялся бизнесом, вместе со своим многолетним партнёром по команде Франком Фишером владел магазином спортивного инвентаря в Берлине. Умер 29 декабря 2014 года от рака поджелудочной железы.